# Model diàtesi-estrès

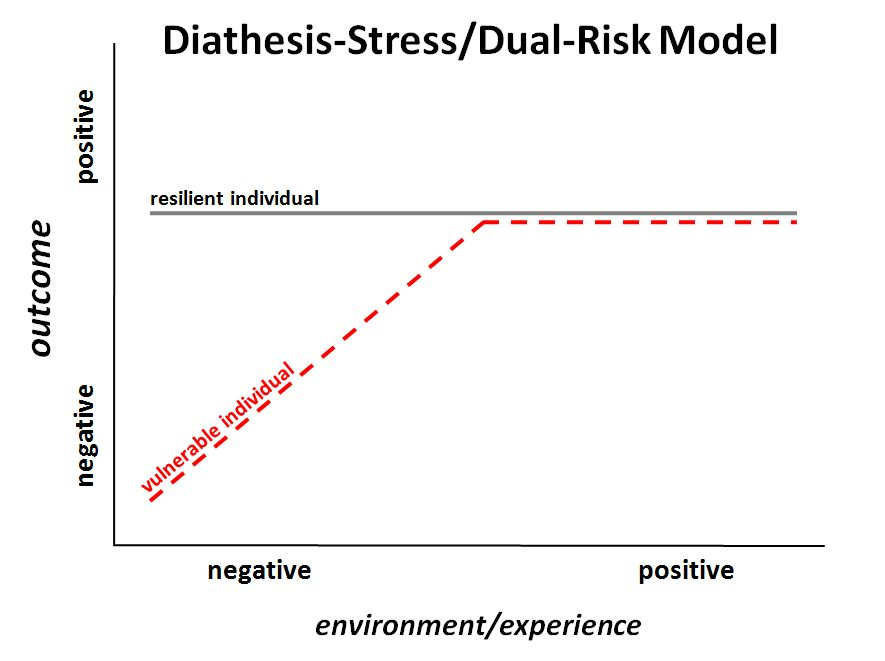
Esquema del model diàtesi-estrès

El model diàtesi-estrès, també conegut com a a model de vulnerabilitat-estrès, és una teoria psicològica que intenta explicar un trastorn, o la seva trajectòria, com a resultat d'una interacció entre una condició individual que predisposa, la diàtesi i l'estrès provocat per experiències vitals. El terme diàtesi deriva del terme grec (διάθεσις) per a una predisposició o sensibilitat. Una diàtesi pot adoptar la forma de factors genètics, psicològics, biològics o situacionals. Hi ha una gran varietat de diferències entre les vulnerabilitats dels individus al desenvolupament d'un trastorn.
La diàtesi, o predisposició, interactua amb la resposta posterior a l'estrès de l'individu. L'estrès és un esdeveniment vital o una sèrie d'esdeveniments que pertorben l'equilibri psicològic d'una persona i poden catalitzar el desenvolupament d'un trastorn. Així, el model diàtesi-estrès serveix per explorar com els trets biològics o genètics (diàtesis) interactuen amb les influències ambientals (estressors) per produir trastorns com la depressió, l'ansietat o l'esquizofrènia. El model diàtesi-estrès afirma que si la combinació de la predisposició i l'estrès supera un llindar, la persona desenvoluparà un trastorn. L'ús del terme diàtesi en medicina i en l'especialitat de psiquiatria es remunta a l'any 1800. No obstant això, el model diàtesi-estrès no es va introduir i utilitzar per descriure el desenvolupament de la psicopatologia fins que Paul Meehl l'aplica per explicar l'esquizofrènia als anys 60.
El model diàtesi-estrès s'utilitza en molts camps de la psicologia, concretament per estudiar el desenvolupament de la psicopatologia. És útil per entendre la interacció entre la natura i la cultura en la susceptibilitat als trastorns psicològics al llarg de la vida. Els models diàtesi-estrès també poden ajudar a determinar qui desenvoluparà un trastorn i qui no. Per exemple, en el context de la depressió, el model diàtesi-estrès pot ajudar a explicar per què la persona A pot deprimir-se mentre que la persona B no, fins i tot quan s'exposa als mateixos estressors. Més recentment, s'ha emprat el model diàtesi-estrès per detallar per què alguns individus tenen més risc de patir un trastorn que altres. Per exemple, els nens que tenen antecedents familiars de depressió són generalment més vulnerables a generar un trastorn depressiu. Un nen amb antecedents familiars de depressió i que ha estat exposat a un factor d'estrès particular, com l'exclusió o el rebuig per part dels seus companys, tindria més probabilitats d'acabar desenvolupant depressió que un nen amb antecedents familiars de depressió que, d'altra manera, té xarxa social positiva dels iguals. El model de diàtesi-estrès també ha estat d'utilitat per explicar altres resultats de desenvolupament pobres (però no clínics).
Els factors protectors, com les xarxes socials positives o l'alta autoestima, poden contrarestar els efectes dels estressors i prevenir o frenar els efectes del trastorn. Molts trastorns psicològics tenen una finestra de vulnerabilitat, durant el qual un individu té més probabilitats de desenvolupar un trastorn que altres. Els models de diàtesi-estrès sovint es conceptualitzen com a models de desenvolupament multicausal, que proposen que múltiples factors de risc al llarg del desenvolupament interactuen amb factors estressants i protectors que contribueixen al desenvolupament normal o a la psicopatologia. La hipòtesi de la susceptibilitat diferencial és una teoria recent que ha sorgit del model diàtesi-estrès.

## Diàtesi

Una analogia de copa que demostra sota la mateixa quantitat d'estressors, la persona 2 és més vulnerable que la persona 1, a causa de la seva predisposició.

El terme diàtesi és sinònim de vulnerabilitat, i variants com ara "vulnerabilitat-estrès" són comunes dins de la psicologia. Una vulnerabilitat fa que sigui més o menys probable que un individu sucumbeixi al desenvolupament de la psicopatologia si es troba cert estrès. Les diàtesis es consideren inherents a l'individu i normalment es conceptualitzen com a estables, però no immutables, al llarg de la vida. Sovint també es consideren latents —és a dir, que tot i existir, no es manifesta clínicament—, perquè són més difícils de reconèixer tret que siguin provocats per factors estressants.
S'entén que les diàtesis inclouen factors genètics, biològics, fisiològics, cognitius i relacionats amb la personalitat. Alguns exemples de diàtesis inclouen factors genètics, com ara anomalies en alguns gens o variacions en múltiples gens que interactuen per augmentar la vulnerabilitat. Altres diàtesis inclouen experiències primerenques de la vida, com ara la pèrdua d'un progenitor o un neuroticisme elevat. Les diàtesis també es poden conceptualitzar com a factors situacionals, com ara un estatus socioeconòmic baix o tenir un progenitor amb depressió.

## Estrès
L'estrès es pot conceptualitzar com un esdeveniment vital que altera l'equilibri de la vida d'una persona. Per exemple, una persona pot ser vulnerable a deprimir-se, però no desenvoluparà depressió tret que estigui exposada a un estrès específic, que pot desencadenar un trastorn depressiu. Els factors estressants poden prendre la forma d'un esdeveniment discret, com ara el divorci dels pares o la mort de la família, o poden ser factors més crònics, com ara tenir una malaltia de llarga durada o problemes matrimonials en curs. L'estrès també es pot relacionar amb més molèsties diàries, com ara els terminis de les tasques escolars. Això també és paral·lel a l'ús popular (i d'enginyeria) de l'estrès, però tingueu en compte que algunes publicacions defineixen l'estrès com l'resposta als factors estressants, especialment quan l'ús en biologia influeix en la neurociència.
Fa temps que s'ha reconegut que l'estrès psicològic té un paper important en la comprensió de com es desenvolupa la psicopatologia en els individus. No obstant això, els psicòlegs també han identificat que no totes les persones que estan estressades, o que passen per esdeveniments vitals estressants, acaben patint un trastorn psicològic. Per entendre-ho, teòrics i investigadors van explorar altres factors que van afectar el desenvolupament d'un trastorn i van proposar que algunes persones sota estrès desenvolupen un trastorn i altres no. Com a tal, algunes persones són més vulnerables que altres a patir un trastorn una vegada que s'ha introduït l'estrès. Això va conduir a la formulació del model diàtesi-estrès.

## Genètica
La sensibilitat de processament sensorial (SPS) és un tret temperamental o de personalitat que implica "una sensibilitat augmentada del sistema nerviós central i un processament cognitiu més profund dels estímuls físics, socials i emocionals". El tret es caracteritza per "una tendència a aturar-se per comprovar en situacions noves, una major sensibilitat als estímuls subtils i la participació d'estratègies de processament cognitiu més profundes per emprar accions d'afrontament, tot això impulsat per una reactivitat emocional elevada, tant positiva com negativa."
SPS captura la sensibilitat a l'entorn d'una manera heretable i conservada per l'evolució, associat a un augment del processament de la informació al cervell, moderant la sensibilitat als entorns d'una manera per a millor i per a pitjor. La interacció amb experiències negatives augmenta el risc de psicopatologia, mentre que la interacció amb experiències positives (incloses les intervencions) augmenta els resultats positius. Els mastòcits són cèl·lules de llarga vida residents en teixits amb un paper important en molts entorns inflamatoris, inclosa la defensa de l'hoste contra la infecció parasitària i en les reaccions al·lèrgiques. Se sap que l'estrès és un activador dels mastòcits.
Hi ha evidència que els nens exposats a l'estrès prenatal poden experimentar resiliència impulsada per interaccions a tot l'epigenoma. Les interaccions d'estrès de la vida primerenca amb l'epigenoma mostren mecanismes potencials que impulsen la vulnerabilitat cap a les malalties psiquiàtriques. L'estrès ancestral altera les trajectòries de salut mental de tota la vida mitjançant la regulació epigenètica.
Els portadors d'⁣hiperplàsia suprarenal congènita tenen una predisposició a l'estrès a causa de la naturalesa única d'aquest gen. No es coneixen les taxes reals de prevalença, però les variants genètiques comunes del gen humà de l'esteroide 21-hidroxilasa (CYP21A2) estan relacionades amb diferències en els nivells d'hormones circulants a la població.
El malestar psicològic és una característica coneguda de la hipermobilitat articular generalitzada (gJHM), així com de la seva presentació sindròmica més comuna, és a dir, la síndrome d'Ehlers-Danlos, tipus hipermobilitat (també conegut com a síndrome d'hipermobilitat articular - JHS/EDS-HT), i contribueix significativament a la qualitat de vida de les persones afectades. Curiosament, a més de la confirmació d'un vincle estret entre l'ansietat i la gJHM, també es van trobar connexions preliminars amb la depressió, el trastorn per dèficit d'atenció (i hiperactivitat), els trastorns de l'espectre autista i el trastorn obsessivocompulsiu de la personalitat.

## Factors protectors
Els factors protectors, encara que no són un component inherent del model diàtesi-estrès, són importants quan es considera la interacció de la diàtesi i l'estrès. Els factors protectors poden mitigar o proporcionar un amortidor contra els efectes dels principals factors d'estrès proporcionant a una persona sortides adaptatives del desenvolupament per fer front a l'estrès. Alguns exemples de factors protectors inclouen una relació positiva d'afecció entre pares i fills, una xarxa d'iguals de suport i competència social i emocional individual.

## Al llarg de la vida
Molts models de psicopatologia generalment suggereixen que totes les persones tenen algun nivell de vulnerabilitat davant determinats trastorns mentals, però plantegen una gran varietat de diferències individuals en el punt en què una persona desenvoluparà un determinat trastorn. Per exemple, un individu amb trets de personalitat que tendeixen a promoure les relacions, com l'extroversió i la cordialitat, pot generar un fort suport social, que després pot servir com a factor protector quan experimenta estressors o pèrdues que poden retardar o prevenir el desenvolupament de la depressió. Per contra, una persona que té dificultats per generar i mantenir relacions de suport pot ser més vulnerable a patir depressió després d'una pèrdua de feina, perquè no té suport social protector. El llindar d'un individu està determinat per la interacció de la diàtesi i l'estrès.
Es creu que hi ha finestres de vulnerabilitat per desenvolupar psicopatologies específiques en diferents moments de la vida. A més, diferents diàtesis i estressors estan implicats en diferents trastorns. Per exemple, les ruptures i altres estressants greus o traumàtics de la vida estan implicats en el desenvolupament de la depressió. Els esdeveniments estressants també poden desencadenar la fase maníaca del trastorn bipolar, i els esdeveniments estressants poden prevenir la recuperació i desencadenar una recaiguda. Tenir una predisposició genètica per convertir-se en addicte i, posteriorment, participar en l'alcoholisme a la universitat està implicat en el desenvolupament de l'alcoholisme. Un historial familiar d'⁣esquizofrènia combinat amb l'estressor de ser criat en una família disfuncional augmenta el risc d'acabar generant esquizofrènia.
Els models de diàtesi-estrès sovint es conceptualitzen com a models de desenvolupament multicausal, que proposen que múltiples factors de risc al llarg del desenvolupament interactuen amb factors estressants i protectors que contribueixen al desenvolupament normal o a la psicopatologia. Per exemple, un nen amb antecedents familiars de depressió probablement té una vulnerabilitat genètica al trastorn depressiu. Aquest nen també ha estat exposat a factors ambientals associats a la depressió dels pares que també augmenten la seva vulnerabilitat a desenvolupar depressió. Els factors protectors, com ara una forta xarxa d'iguals, la participació en activitats extraescolars i una relació positiva amb el progenitor no deprimit, interactuen amb les vulnerabilitats del nen a l'hora de determinar la progressió cap a la psicopatologia versus el desenvolupament normatiu.
Algunes teories s'han ramificat a partir del model diàtesi-estrès, com la hipòtesi de susceptibilitat diferencial, que amplia el model per incloure una vulnerabilitat a entorns positius així com a entorns negatius o estrès. Una persona podria tenir una vulnerabilitat biològica que, combinada amb un factor estressant, podria conduir a psicopatologia (model diàtesi-estrès); però aquesta mateixa persona amb una vulnerabilitat biològica, si s'exposa a un entorn especialment positiu, podria tenir millors resultats que una persona sense aquesta vulnerabilitat.